# Kreuzbergschanzen
Die Kreuzbergschanzen liegen bei Haselbach, einem Ortsteil von Bischofsheim in der Rhön, am Nordhang des 928 Meter hohen Kreuzberges in der Bayerischen Rhön. Die Schanzenanlage, die auf 600 Meter über Normalnull liegt, besteht aus drei Mattenschanzen (K-Punkte: 16, 30 und 50 Meter), die den neuesten FIS-Normen entsprechen und überwiegend vom Skisprungnachwuchs genutzt werden. Heute ist die Kreuzbergschanze die einzige Sprungschanze in der Rhön und in Unterfranken und stellt damit das Skisprungzentrum des Skigaus Unterfranken dar. Die Sprungschanzen werden gemeinsam vom Rad- und Wintersportverein (RWV) Haselbach und vom Wintersportverein (WSV) Oberweißenbrunn betrieben.

## Standort
Die Kreuzbergschanzen liegen in der zentralen Rhön, etwa vier Kilometer von der hessischen Grenze entfernt. Sie befindet sich am Nordhang eines Bergrückens, der den Kreuzberg mit dem 842 Meter hohen Arnsberg verbindet, in einem engen Tal, das vom Haselbach durchflossen wird. Die Sprungschanze ist aufgrund der mittleren Hanglage des Tales überwiegend windgeschützt und erhält in den Wintermonaten wegen des über 300 Meter höheren Kreuzbergs nur wenige Sonnenstunden am Tag.

## Bedeutung
Die Schanzenanlage hat als einzige Sprungschanze in der Rhön und dem gesamten Skigau Unterfranken für den Nachwuchs eine große Bedeutung. Die Springer kommen aus dem gesamten unterfränkischen Raum und dem südöstlichen Hessen. Durch die Mattenbelegung der K-50-Schanze hat sich die Bedeutung der Schanzenanlage nochmals erhöht. Es entfallen damit für die Jugendlichen, die schon über die K-30-Schanze hinausgewachsen sind, die regelmäßigen Fahrten zum Training in das thüringische Oberhof. Die K-50-Schanze dient jetzt den jugendlichen Skispringern aus Unterfranken und der Rhön als Sprungbrett zum Sportgymnasium Oberhof. Sie können jetzt länger in Haselbach trainieren, bevor sie bei entsprechender Leistung zum Sprungtraining nach Oberhof wechseln.

## Geschichte

### Alte Kreuzbergschanze
Die erste Sprungschanze am Kreuzberg wurde im Gelände an der Fischzucht von 1932 bis 1933 mit einem Anlaufturm aus Holz erbaut (weil die Schweinfurter Fabrikanten-Familie Fichtel dort Fischteiche hatte, heißt dieser Bereich am Kreuzberg Fischzucht). Heute befindet sich an dieser Stelle Wald. Während des Zweiten Weltkriegs verfiel die Schanze. Sie wurde im Herbst 1949 in Eigenregie von Vereinsmitgliedern des RWV Haselbach erneuert, wobei für den Schanzenaufbau Arbeitskolonnen gebildet wurden. Die Finanzierung übernahmen die Gasthöfe auf dem Kreuzberg. Der K-Punkt lag bei 35 Metern und der Schanzenrekord bei 28 Metern.
Bei einer Tagung des Skibezirks Rhön am 20. Februar 1949 in Bad Kissingen begann die Diskussion, eine große Sprungschanze in der bayerischen Rhön zu bauen, da im hessischen Teil der Rhön, in Gersfeld, bereits mit dem Bau einer Schanzenanlage, der Reesbergschanze, begonnen worden war. Um mit der Planung für den Bau einer Sprungschanze am Kreuzberg voranzukommen, wurde es nötig, innerhalb des Bayerischen Skiverbandes mehr Eigenständigkeit zu erreichen. Die Gründung des RWV Haselbach am 30. August 1949 verstärkte die Planungen. So wurde im November 1950 der Entschluss gefasst, den Skigau Unterfranken Rhön zu gründen.

### Große Kreuzbergschanze

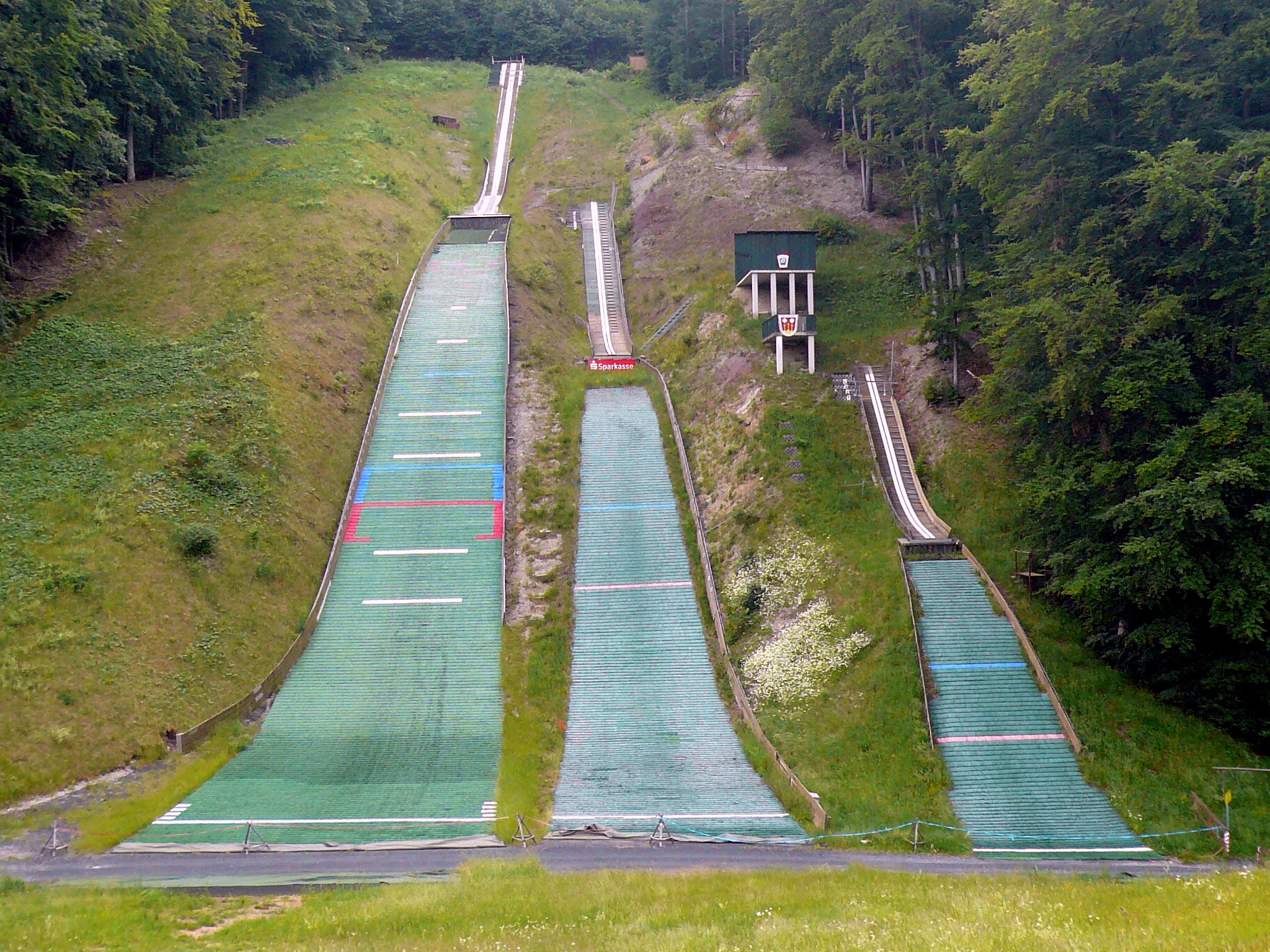
Schanzenanlage

Der RWV Haselbach begann 1952 mit dem Bau der Großen Kreuzbergschanze. Sie war zur damaligen Zeit eine der größten Schanzen in Deutschland. Der Architekt war der Aschaffenburger Ernst Brönner. Zum Bau der Schanze waren alle Mitglieder des Vereins aufgerufen, die entweder 20 freiwillige Arbeitsstunden beim Bau der Schanze leisten oder 20 Deutsche Mark bezahlen mussten. Am 6. Januar 1953 fand die Einweihung mit dem Herbert-Hoesch-Eröffnungsspringen (benannt nach dem damaligen stellvertretenden Vorsitzenden des Skigaus Unterfranken) auf der neuen Schanze, die einen K-Punkt von 75 Metern hatte, vor 8000 Zuschauern statt. Zum Eröffnungsspringen kamen Skispringer der Spitzenklasse aus ganz Deutschland. Sieger war der spätere Bundestrainer Ewald Roscher aus Baden-Baden mit Weiten von 66 und 61 Metern. Die weitesten Sprünge erzielte der drittplatzierte Franz Eder (Deutscher Meister 1954) vom Ski-Klub Ramsau bei Berchtesgaden mit einem Schanzenrekord von 69 Metern. Ein weiterer Sprung ging auf 75 Meter, konnte aber nicht gestanden werden. Am Jahrestag des Eröffnungsspringens, Heilige Drei Könige, finden seither regelmäßig Dreikönigsspringen statt. Die Kleine Kreuzbergschanze mit einem K-Punkt von 38 Metern wurde direkt neben der Großen Kreuzbergschanze in den Jahren 1953 bis 1954 erbaut.

#### Wettkämpfe
1954 fanden die Deutschen Jugendmeisterschaften und vom 28. bis 30. Januar 1955 die Bayerischen Nordischen Skimeisterschaften (Springen, Nordische Kombination und Langlauf) vor 12.000 Zuschauern mit bekannten Teilnehmern wie Max Bolkart und Gunder Gundersen statt. Beim Kombinationssprunglauf wurde Helmut Böck Bayerischer Meister. Den Spezialsprunglauf als Höhepunkt gewann Max Bolkart aus Oberstdorf. Dieser Wettbewerb stellte die Veranstalter vor große Probleme, da der Winter bis dahin mild war und die Schneeverhältnisse am Kreuzberg nicht die besten waren. Die Verantwortlichen mussten viele Vorbereitungsarbeiten leisten und bewiesen damit, dass es am Kreuzberg organisatorisch und vom Gelände her möglich ist, diese großen Wettkämpfe abzuhalten.
Die Bayerischen Jugendmeisterschaften fanden 1956 mit einer größten Weite von 68,5 Metern statt. Im Jahre 1958 folgte ein Länderspringen und am 25. Februar 1962 ein Ländervergleichsspringen. Dabei sprang der deutsche Meister Helmut Wegscheider mit 70 Metern neuen Schanzenrekord. 1000 Zuschauer waren anwesend. 1963 fanden die zweiten Bayerischen Skimeisterschaften vor 6000 Zuschauern statt, wodurch das Skispringen in der Rhön bekannt wurde. Heini Ihle sprang am 20. Januar 1963 75 Meter und stürzte. Mit seinem nächsten Sprung von 70,5 Metern stellte er den neuen Schanzenrekord auf.
Vom 24. bis 26. Januar 1964 fand mit den Nordischen Winterspielen der bayerischen Skijugend mit 60 Springern die bis dahin größte Veranstaltung vor 3500 Zuschauern statt. Dabei kam es zu schweren Stürzen; die große Schanze musste deshalb aus Sicherheitsgründen gesperrt werden. Die größte Weite, allerdings gestürzt, wurde mit 74 Metern von Henrik Ohlmeyer vom SC Bischofsgrün erzielt. Bei dieser Veranstaltung stellte er mit 40 Metern den Schanzenrekord auf der Kleinen Schanze auf.

#### Umbau
In den 1970er-Jahren wurde der Schanzentisch der Großen Kreuzbergschanze erhöht. Später entsprach diese Schanze nicht mehr dem neuesten Schanzenprofil und das Springen wurde eingestellt. 1986 kamen die ersten Diskussionen zum Neubau einer Kreuzbergschanze auf. Im Februar 1988 fand das letzte Springen auf der Kleinen Kreuzbergschanze statt. Ein weiteres Springen am 6. Januar 1990 (Dreikönigsspringen) musste wegen Schneemangel abgesagt werden. Wegen technischer Mängel der inzwischen veralteten Kreuzbergschanzen war dort in den Vorjahren der Sprunglauf eingestellt worden. Die Anlage verfiel daraufhin.

### Neue Kreuzbergschanzen

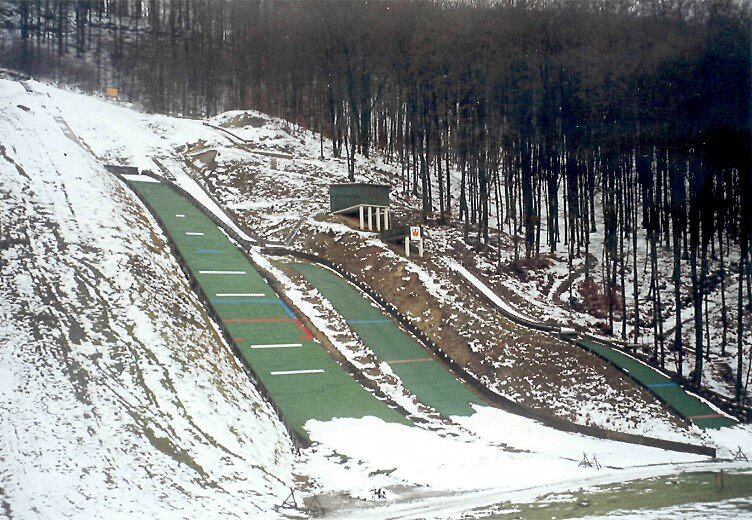
Schanze im Winter 2006

Beim Bau der Schulsportanlage 1991 in Bischofsheim war der Gegenhang an der heutigen Sprungschanze mit dem gesamten Erdaushub angefüllt worden; damit waren bereits die Weichen für den Bau der neuen Schanzenanlage gestellt.
1997 wurden die neuen Schanzen im Auftrag des Landkreises Rhön-Grabfeld mit Konstruktionspunkten von 16, 30 und 50 Metern gebaut. Am 6. März 1998 war das Richtfest. Am 25. Oktober 1998 wurde die neue Schanzenanlage eingeweiht. Das Eröffnungsspringen fand mit 100 Skispringern aus sechs Landesverbänden vor etwa 1000 Zuschauern statt. Unter den Ehrengästen war der ehemalige Skiflugweltrekordler Manfred Wolf aus Steinbach-Hallenberg.
Es handelt sich um eine moderne Schanzenanlage, die dem neuesten Stand der Technik entspricht und durch die Belegung der K-16- und der K-30-Schanze mit Matten ganzjährig Training und Wettkämpfe für den Nachwuchs erlaubt. Die K-50-Schanze war zunächst nur für den Winterbetrieb ausgelegt. Sowohl die Einzelschanzen als auch die komplette Schanzenanlage werden heute Kreuzbergschanze genannt. In den Jahren 1999 bis 2002 fanden mehrere Sprungturniere, wie der achte und neunte Bayerische Schülercup und die ersten Rhöncup-Mattenspringen auf der K-16- und der K-30-Schanze statt, teilweise mit bis zu 1100 Zuschauern.
Am 5. Januar 2002 fand das traditionelle Dreikönigsspringen zum ersten Mal auf Schnee auf der K-50-Schanze statt. Hierbei wurde der heute noch auf Schnee gültige Schanzenrekord von 54 Metern aufgestellt. Am 21. Juli 2002 fand das erste Kloster-Kreuzberg-Pokal-Springen statt, das seitdem alljährlich ausgetragen wird. Das zunächst am 6. Januar 2005 geplante Dreikönigsspringen, wegen Schneemangels verschoben, wurde am 12. März 2005 nachgeholt. Dabei war die größte erzielte Weite 52 Meter.
Vom Sommer 2005 bis zum Frühling 2006 wurde die K-50-Schanze nach jahrelangen Finanzierungsproblemen für 120.000 Euro mit 2400 Matten belegt, so dass sie seit 2006 auch für den Sommerbetrieb geeignet ist. Aus finanziellen Gründen muss bisher auf ein 15.000 Euro teures Schneenetz verzichtet werden, weshalb die Schanze derzeit nur im Sommer benutzt werden kann. Der Unterbau des Aufsprunghanges besteht aus imprägniertem Lärchenholz und rund 500 Kubikmetern Basaltkies. Darauf befinden sich Schaumstoffmatten und ein Kunststoffgitternetz, an dem mittels 12.000 Kabelbindern die eigentlichen Matten befestigt sind. Die beiden Vereine leisteten insgesamt 3300 Stunden ehrenamtliche Arbeit.
Am 21. Mai 2006 wurde die K-50-Schanze offiziell mit einem Eröffnungsspringen eingeweiht. Dabei stellte der 19-jährige Florian Enders mit 54,5 Metern einen Schanzenrekord auf. Am 30. September und 1. Oktober 2006 fanden die 5. Deutschen Meisterschaften der Masters im Spezialspringen mit 75 Teilnehmern aus 25 Vereinen als bisheriger Höhepunkt auf der K-50-Schanze statt. Bei diesem Wettkampf nahmen Springer im Alter von 13 bis 71 Jahren, unterteilt in Altersgruppen, teil.

## Schanzenanlage

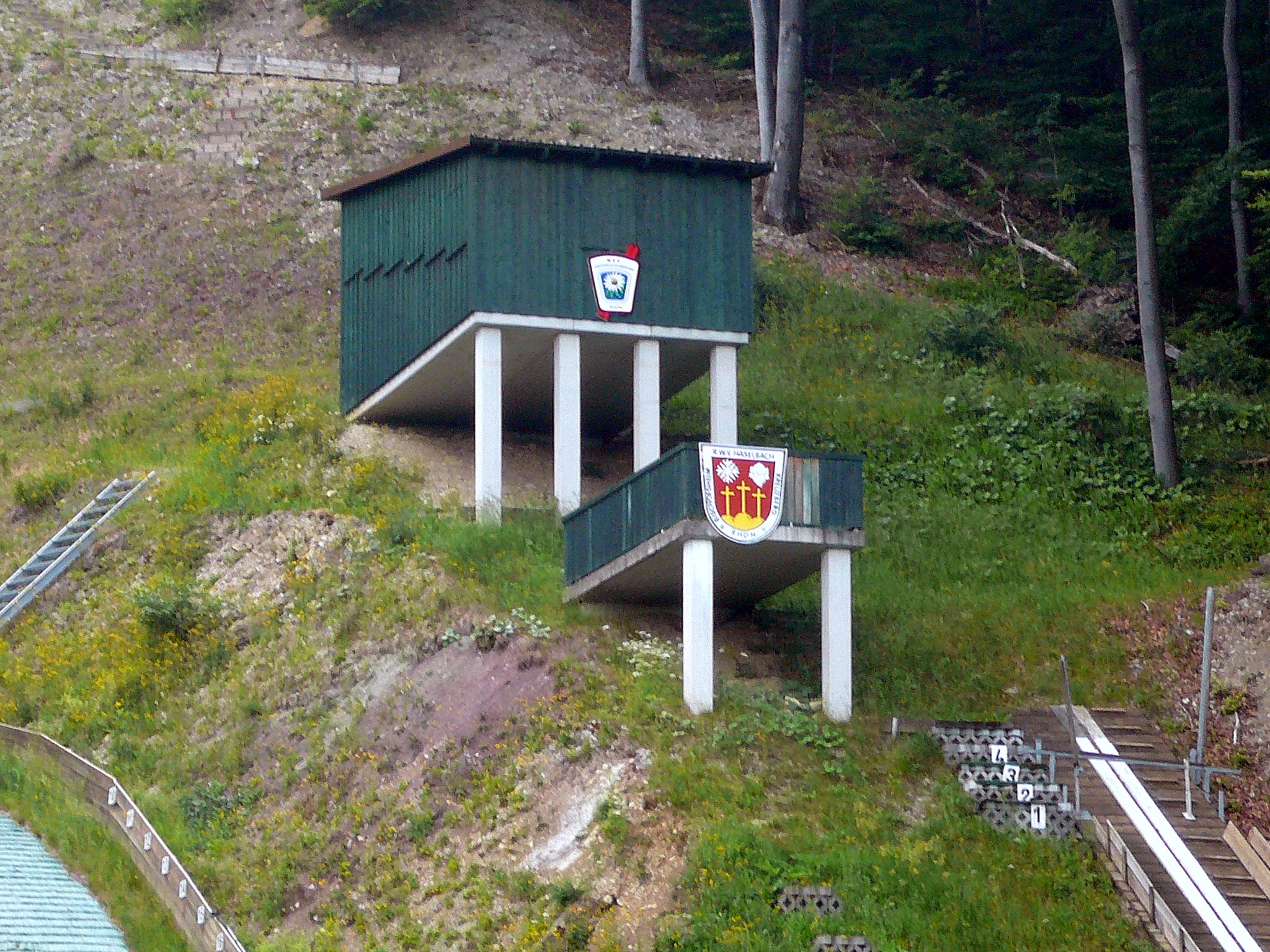
Sprungrichterplattform

### Allgemein
Die Kreuzbergschanze besteht aus drei Schanzen mit Mattenbelegung, einer Keramik-Anlaufspur für die K-16- und die K-30-Schanze und einer Edelstahl-Anlaufspur für die K-50-Schanze. Die drei Schanzen sind mit einem bis zum 4. Dezember 2012 gültigen Zertifikat beim Deutschen Skiverband (DSV) mit den Zertifikatsnummern DSV 190 (K-16), 191 (K-30) und 192 (K-50) gelistet.
Bei den drei Schanzen handelt es sich um Naturschanzen, weshalb kein Anlaufturm benötigt wird. Die gesamte Schanzenanlage wurde vom Anlaufbereich bis zum Aufsprungbereich durch Erdbewegungen der natürlichen Umgebung angepasst. Die Wasserversorgung für das Mattenspringen im Sommer geschieht mittels Sprinkler, die bei Bedarf aktiviert wird. Auch der Auslaufbereich muss regelmäßig gewässert werden.

### Schanzendaten
Die technischen Daten der Schanzen verfügen über die folgenden Charakteristika:
| K50                                        | K50                     |
| Anlauf                                     | Anlauf                  |
| ------------------------------------------ | ----------------------- |
| Anlauflänge                                | 50,92 m                 |
| Schanzentisch                              |                         |
| Tischhöhe                                  | 1,50 m                  |
| Neigung des Schanzentisches (α)            | 10,5°                   |
| Aufsprung                                  |                         |
| Konstruktionspunkt                         | 50 m                    |
| Höhendifferenz Tischkante bis K-Punkt (h)  | 23,0 m                  |
| Längendifferenz Tischkante bis K-Punkt (n) | 44,4 m                  |
| Verhältnis Höhen- zu Längendifferenz (h/n) | 0,518                   |
| K-Punkt Neigungswinkel (β)                 | 33,9°                   |
| Größe                                      |                         |
| Schanzenrekord                             | 55,5 m (Seok-Jae Hwang) |

| K30                                        | K30     |
| Anlauf                                     | Anlauf  |
| ------------------------------------------ | ------- |
| Anlauflänge                                | 27,38 m |
| Schanzentisch                              |         |
| Tischhöhe                                  | 0,90 m  |
| Neigung des Schanzentisches (α)            | 8,5°    |
| Aufsprung                                  |         |
| Konstruktionspunkt                         | 30 m    |
| Höhendifferenz Tischkante bis K-Punkt (h)  | 13,50 m |
| Längendifferenz Tischkante bis K-Punkt (n) | 26,80 m |
| Verhältnis Höhen- zu Längendifferenz (h/n) | 0,504   |
| K-Punkt Neigungswinkel (β)                 | 32,8°   |

| K16                                        | K16     |
| Anlauf                                     | Anlauf  |
| ------------------------------------------ | ------- |
| Anlauflänge                                | 16,36 m |
| Schanzentisch                              |         |
| Tischhöhe                                  | 0,43 m  |
| Neigung des Schanzentisches (α)            | 8,5°    |
| Aufsprung                                  |         |
| Konstruktionspunkt                         | 16 m    |
| Höhendifferenz Tischkante bis K-Punkt (h)  | 7,02 m  |
| Längendifferenz Tischkante bis K-Punkt (n) | 14,40 m |
| Verhältnis Höhen- zu Längendifferenz (h/n) | 0,488   |
| K-Punkt Neigungswinkel (β)                 | 31,0°   |

Der Schanzenrekord der K50 liegt bei 54,5 Metern (Jahr 2006), die Rekorde der K30 und K16 bei 31,0 (Jahr 2002) und 16,0 Metern.